# 讓-保羅·恩古潘德
讓-保羅·恩古潘德（英語：Jean-Paul Ngoupandé，生於1948年12月6日）是中非共和國政治家，並且在1996年至1997年期間擔任中非共和國總理。他曾經在1999年和2005年擔任過總統候選人，並且於2005年至2006年期間任職外交部部長。他在1990年代中期創立的全國團結黨，並且由其擔任黨魁一職。他介紹自己時多強調反對腐敗行為，並且主張公平選舉和民主制度。

## 外部連結
- African Geopolitics（页面存档备份，存于）